# Auchan 2-es busz (Miskolc)
A miskolci Auchan 2-es buszjárat az Avas kilátó és az Auchan Pesti út áruház között közlekedik. Útvonala, egy megálló kivételével, teljes mértékben megegyezik a korábbi Cora-buszéval, a névváltásra az áruház tulajdonosváltása miatt volt szükség.
Mivel ingyenes járat, ezért menetjegy vagy bérlet nem kell rá, azonban a járatra az áruház irányba csak felszállni, az Avas kilátó irányba pedig csak leszállni lehet, mivel ezen járatok célja, hogy az áruházba biztosítsák az ingyenes eljutást.
A viszonylat ünnepnapokon nem közlekedik.
2022. december 31-el bezárólag az Auchan kérésére megszűnt.
2024. szeptember 5-től újraközlekedik, de csak csütörtőktől vasárnapig. 

## Megállóhelyei
| 0  | Avas kilátó       | 19 | 29, 30, 31, 32, 34, 35, 36, 39      |
| 1  | Leszih Andor utca | 18 | 29, 30, 31, 32, 34, 35, 36, 39      |
| 2  | Hajós Alfréd utca | 17 | 29, 30, 31, 32, 34, 35, 36, 39      |
| 3  | Mednyánszky utca  | 16 | 29, 30, 31, 32, 34, 35, 36          |
| 4  | Ifjúság útja      | 15 | 29, 30, 31, 32, 34, 35, 36, 39      |
| 5  | Avas városközpont | 14 | 29, 30, 31, 32, 34, 36, 39          |
| 7  | Sályi István utca | 12 | 29, 30, 32, 34, 36, 39              |
| 9  | Szentgyörgy út    | 10 | 12, 20, 20A, 29, 30, 32, 34, 36, 39 |
| ∫  | Csermőkei út      | 9  | 12, 20, 20A, 29                     |
| 11 | Hejő-park         | 8  | 14, 53                              |
| 12 | Sütő János utca   | 7  | 14, 53                              |
| 13 | Mész utca         | ∫  | 14, 53                              |
| 19 | Auchan Pesti út   | 0  | 44, 45                              |